# Ignacio Fernández Rodríguez
Ignacio Fernández Rodríguez, més conegut como Nacho Fernández (Oviedo, 12 de febrer de 1980) és un futbolista asturià, que ocupa la posició de migcampista.
Va començar a destacar a clubs asturians, com el Siero, abans de ser captat pel Deportivo Alavés. Amb els bascos debuta a primera divisió, tot jugant dos partits de la temporada 02/03. Seguiria dues temporades més a l'Alavés, com a suplent. A Segona Divisió també va militar al Racing de Ferrol i a la SD Ponferradina, sent titular en ambdós clubs.